# Loxsomataceae
Die Loxsomataceae sind eine Familie der Baumfarne (Cyatheales). Die Schreibweise sollte Loxsomataceae – nicht Loxomataceae – sein, da sonst eine Verwechslung mit einer Orchideengattung möglich ist.

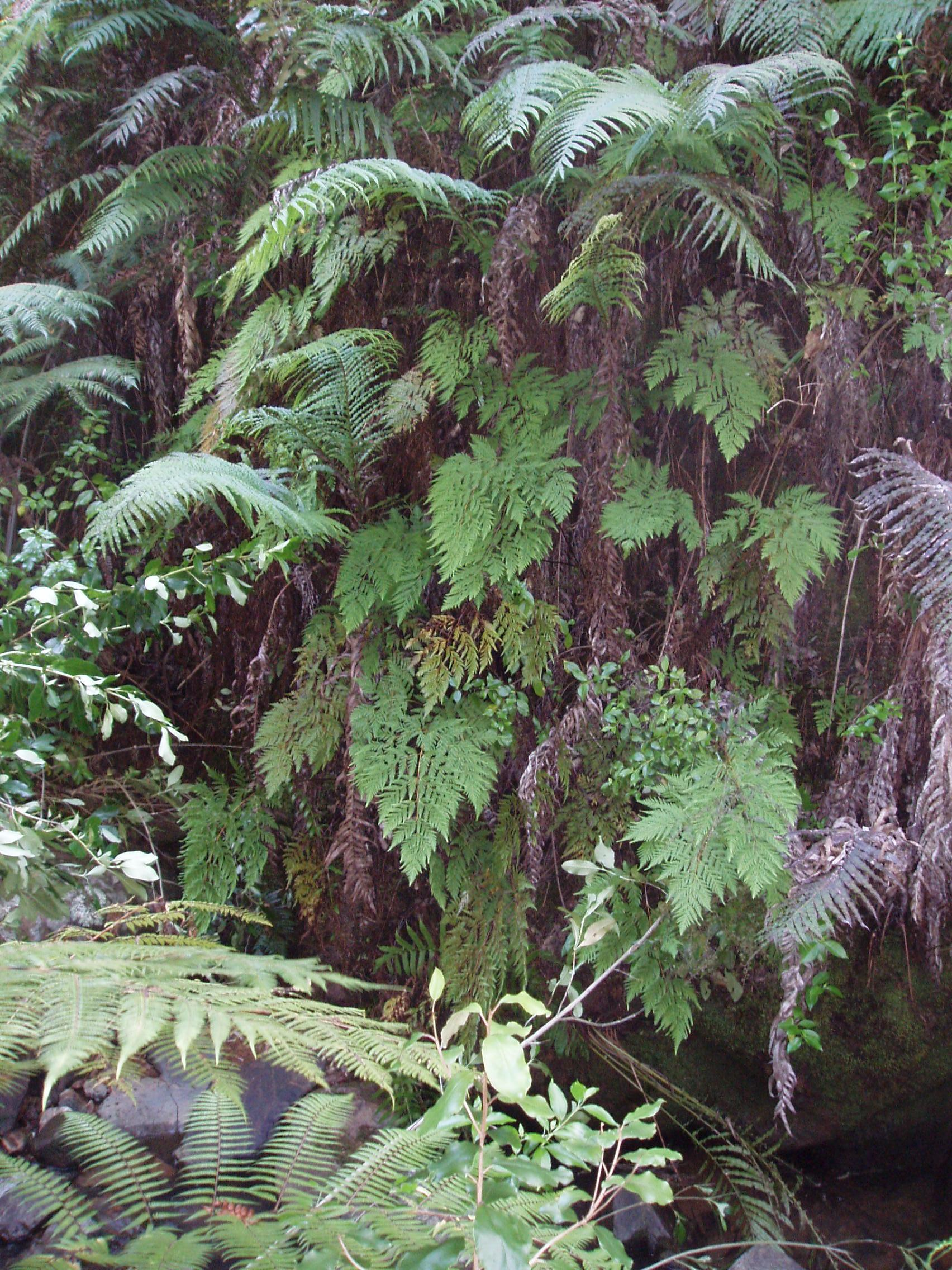
Loxsoma cunninghamii

## Merkmale
Die Rhizome sind lang kriechend, besitzen eine Solenostele und tragen Haare mit einer runden, mehrzelligen Basis. Die Blattspreiten sind doppelt oder mehrfach gefiedert. Die Nerven sind frei endigend und gabelig verzweigt. Die Haare sind ein- oder mehrzellreihig.
Die Sori stehen am Blattrand (marginal) jeweils am Ende von Nerven. Jeder Sorus hat ein urnenförmiges Indusium und ein längliches, oft herausgehobenes Receptaculum. Die Sporangien stehen auf dicken, kurzen Stielen und haben einen leicht undurchsichtigen Anulus. Die Sporen sind tetraedrisch und trilet (dreiteilige Narbe).
Der Gametophyt besitzt schuppenförmige Haare.
Die Chromosomengrundzahl ist x = 46 oder 50.

## Verbreitung
Die Familie kommt in den südamerikanischen Anden, in südlichen Zentralamerika, und in Neuseeland vor.

## Systematik
Die Loxsomataceae bestehen aus zwei jeweils monotypischen Gattungen. Die Familie ist monophyletisch. Smith et al. (2006) geben folgende zwei Gattungen an:
- Loxsoma R. Br. ex A. Cunn., mit nur einer Art in Neuseeland:
  - Loxsoma cunninghamii R. Br. ex A. Cunn.
- Loxsomopsis Christ, mit einer Art im tropischen Amerika:
  - Loxsomopsis pearcei (Baker) Maxon.